# Paul Barbarin
Pour les articles homonymes, voir Barbarin.
Pour le mathématicien, voir Paul Barbarin.
Paul Barbarin était un batteur américain né à La Nouvelle-Orléans le 5 mai 1899 et mort le 17 février 1969.

## Discographie
Enregistrements :
- Old Man Mose, on treasure Island (avec Louis Armstrong, 1935)
- When the saints go marchin' in (avec Louis Armstrong, 1938)